# Gustav Habrman
Gustav Habrman, psán též Haberman (26. ledna 1864 Česká Třebová (uváděno též chybné datum narození 24. ledna 1864) – 22. března 1932 Praha), byl český a československý politik, poslanec, senátor a ministr vlád Československé republiky za Československou sociálně demokratickou stranu dělnickou.

## Život

### Veřejné a politické aktivity před rokem 1918
Gustav Habrman se narodil v rodině pekaře Josefa Habrmanna a jeho manželky Barbory, rozené Jankovské. Byl úspěšným samoukem. Vyučil se soustružníkem a řezbářem. Politicky aktivní byl již za Rakouska-Uherska. Od mládí se věnoval sociálně demokratickému hnutí, za tuto svou činnost v mocnářství byl roku 1884 odsouzen na čtyři roky pro velezradu a vydávání tajných tiskovin. Trest si odpykal ve věznici v Steinu, kde se naučil francouzsky. Pak dočasně přesídlil do Francie a USA. Zde se v 90. letech 19. století zapojil do redakcí socialisticky orientovaných listů. Roku 1897 se navrátil do vlasti a pracoval pro obdobné listy v Brně (Rovnost) a od roku 1901 v Plzni (Nová doba), v jejíž redakci setrval až do své smrti.
Ve volbách do Říšské rady roku 1907 se stal poslancem Říšské rady (celostátní parlament), kam byl zvolen za okrsek Čechy 052 (region Plzeňska a Blovicka). Usedl do poslanecké frakce Klub českých sociálních demokratů. Opětovně byl zvolen za týž obvod i ve volbách do Říšské rady roku 1911 a ve vídeňském parlamentu setrval do zániku monarchie.
V období první světové války udržoval kontakty s T. G. Masarykem. Koncem první světové války patřil v rámci sociálně demokratické strany spolu s Luďkem Pikem či Rudolfem Bechyně k takzvané národní opozici, která akcentovala český národní a státoprávní zájem. V září 1917 byl spolu s dalšími aktivisty této skupiny kooptován do výkonného výboru strany. Zároveň byl ve straně oslaben vliv levicově a více internacionalisticky zaměřeného Bohumíra Šmerala. Už předtím, v červnu 1917, Habrman jednal ve Stockholmu v delegaci českých sociálních demokratů v rámci takzvaného mírového kongresu Druhé internacionály. Šlo o pokus o mírovou dohodou socialistických stran, zorganizovaný sociálními demokraty z neutrálních států. Memorandum, které v souvislosti s tímto kongresem čeští sociální demokraté zformulovali, ale naopak ukázalo posilování národně českých prvků v politice strany. V memorandu se totiž žádalo přetvoření Rakouska-Uherska na federaci národních celků, přičemž se počítalo se sloučením českých zemí a Slovenska. Sociální demokraté tak opouštěli původní koncepce personální autonomie ve prospěch územně definovaného rozhraničení monarchie.
V listopadu 1917 usedl na post místopředsedy Českého svazu, střechového orgánu sdružujícího všechny české poslance Říšské rady. Šlo o součást personální a ideové proměny fungování Českého svazu, který od původního prorakouského aktivismu přecházel na české státoprávní a federalistické pozice. Díky posunu české sociální demokracie směrem k národnějšímu a méně marxistickému pojetí politiky se koncem první světové války sblížily pozice sociální demokracie a národních sociálů (českých socialistů). Obě strany tak vytvořily v září 1918 volný koordinační orgán Socialistická rada, v jejímž třináctičlenném vedení Habrman usedl.
Byl zástupcem sociální demokracie v Národním výboru československém a v říjnu 1918 se účastnil v Ženevě jednání mezi domácí politickou reprezentací a zahraničním odbojem. Tím pádem tak během samotného převratu 28. října nebyl přítomen v Praze. V Ženevě bylo jeho jméno uvedeno v seznamu navrhované první československé vlády. Zde také spolu s Karlem Kramářem, Václavem J. Klofáčem, Františkem Staňkem, Edvardem Benešem, Štefanem Osuským, Ludvíkem Strimplem a dalšími politiky podepsal „prohlášení souhlasu s Masarykovou zahraniční akcí“ v plném rozsahu.

### Aktivity po vzniku ČSR
V letech 1918–1920 byl ve vládě Karla Kramáře, první vládě Vlastimila Tusara a druhé vládě Vlastimila Tusara prvním československým ministrem školství. V čele Ministerstva školství a národní osvěty položil ve spolupráci s dr. Františkem Drtinou základy vzdělávací soustavy v nové republice. Měl podíl na přijetí zákona o obecních knihovnách a nové úpravě hmotných poměrů učitelů.
Ve vládě Edvarda Beneše a první vládě Antonína Švehly byl potom v letech 1921–1925 ministrem sociální péče. V roce 1924 prosadil Zákon o pojištění zaměstnanců, který tehdy patřil mezi evropskou špičku v rámci sociální ochrany zaměstnanců.
Dlouhodobě rovněž zasedal v zákonodárných sborech. Po vzniku Československé republiky se stal poslancem Revolučního národního shromáždění. V parlamentních volbách v roce 1920 získal poslanecké křeslo v Národním shromáždění republiky Československé. Jako poslanec zde zasedal do roku 1925. V parlamentních volbách v roce 1925 byl do parlamentu zvolen znovu, nyní ale do horní komory jako senátor. Mandát senátora obhájil v parlamentních volbách v roce 1929. V horní komoře zasedal do své smrti roku 1932. Pak ho nahradil Arnošt Winter. Byl předsedou zahraničního výboru senátu.
Byl dlouhá léta byl předsedou Svazu textilního dělnictva, což byla druhá největší odborová organizace.
Zemřel 22. března 1932 v Skrbkově sanatoriu v Praze. Onemocněl počátkem měsíce a 10. března byl převezen do sanatoria. Zde se jeho stav zlepšil. Pak ale nastaly komplikace způsobené vysokým věkem a cukrovkou.

## Dílo
Gustav Habrman byl autorem memoárů a politických spisů, např.:
- Mé vzpomínky z války (črty a obrázky o událostech a zápasech za svobodu a samostatnost; V Praze, Ústřední dělnické knihkupectví a nakladatelství (Ant. Svěcený), 1928)
- Z mého života (vzpomínky z let 1876–1877, 1884–1896; Praha, Ústřední dělnické knihkupectví, nakladatelství a antikvariát (Ant. Svěcený), 1914; dostupné online[18])
- Cesty k socialismu (Z cyklu čtyř přednášek proslovených v Ústřední knihovně hlav. města Prahy v listopadu 1930; Praha, Pražská odbočka Dělnické akademie, 1932)

## Posmrtná připomínka
- Česká Třebová – Jeho jméno nese v rodné České Třebové ulice Habrmanova a tři školy nacházející se v této ulici: Mateřská škola Habrmanova, Základní škola Habrmanova a Střední škola technická a dopravní Gustava Habrmana (při svém založení nazvaná jako Habrmanova škola práce).[19]
- Plzeň – Habrmanovo jméno nese i ulice a náměstí v Plzni.[20] I tato ulice v sobě zahrnuje základní školu.[21]
- Boršov nad Vltavou – Na jaře roku 1937 (pět let po Habrmanově smrti) byl v Boršově nad Vltavou otevřen Habrmanův sad se stovkou nově vysazených švestek.[22]
- Konice – v červnu 1932 byla jeho jménem pojmenována ulice dosud zvaná Příhon, v roce 1942 přejmenovaná znovu na ulici Příhon, v letech 1955 až 1990 pak ulice nesla jméno Julia Fučíka, dnes Na Příhonech.[23]